# Parablechnum ambiguum
Parablechnum ambiguum là một loài thực vật có mạch trong họ Blechnaceae. Loài này được (Kaulf.) C. Presl mô tả khoa học đầu tiên năm 1851.